# لمراسک
لِمراسْک، روستایی است از توابع بخش کلباد شهرستان گلوگاه در استان مازندران ایران.

## جمعیت
این روستا در دهستان کلباد شرقی قرار دارد و براساس سرشماری مرکز آمار ایران در سال ۱۳۸۵، جمعیت آن ۲۷۸۲ نفر (۷۷۶خانوار) بوده‌است.